# سسک‌نمای پارودی
سسک‌نمای پارودی (نام علمی: Hemispingus parodii) نام یک گونه از سرده سسک‌نما است.